# Dinátrium-guanilát
A dinátrium-guanilát (más néven nátrium-guanilát, nátrium-5′-guanilát, dinátrium-5′-guanilát, vagy E627) a guanozin-monofoszfát két darab nátriumionnal alkotott sója. Főként ízfokozóként alkalmazzák, gyakran a glutaminsavval vagy a nátrium-glutamáttal együtt. 
Mivel előállítása viszonylag drága, ezért csak elvétve alkalmazzák a glutaminsav vagy a nátrium-glutamát nélkül. Ha az utóbbiak a csomagoláson nincsenek feltüntetve, az azt jelenti hogy nem tartalmaz hozzáadott glutamátokat vagy glutaminsavat, ellenben az élelmiszerben ezek természetes úton, magas koncentrációban találhatók meg, mint például a szójából készült élelmiszerek esetében. Dinátrium-inozináttal (E631) együtt alkalmazva általában dinátrium-5′-ribonukleotidok (E635) néven tüntetik fel.

## Élelmiszeripari felhasználás
Élelmiszerek esetén a dinátrium-guanilátot elsősorban ízfokozóként alkalmazzák. Íze hasonlít az umami ízhez, de kevéssé intenzív, mint a glutamátoké. Használatával az élelmiszerek intenzívebb ízűek lesznek. Számos élelmiszerben előfordulhat. Napi maximum beviteli mennyisége nincs meghatározva.

## Egészségügyi hatások
12 hétnél fiatalabb csecsemők, valamint asztmás betegek esetében fogyasztása nem ajánlott. Mivel lebontása során purin keletkezik, köszvénytől szenvedő embereknél problémák jelentkezhetnek, de ez nem jellemző, mivel az élelmiszerekben általában alacsony koncentrációban fordul elő.